# Franny und Zooey
Franny und Zooey (Franny and Zooey) ist ein 1961 erschienenes Buch von  J. D. Salinger. Salinger veröffentlichte darin die beiden bereits 1955 beziehungsweise 1957 entstandenen Erzählungen Franny und Zooey. Beide handeln, wie fast das gesamte schmale Werk Salingers, vom Schicksal einzelner Mitglieder der New Yorker Familie Glass. Schon im Jahr seines Erscheinens erreichte das Buch Platz eins auf der Bestsellerliste der New York Times.
Die deutsche Übersetzung des Buchs besorgten Annemarie Böll und Heinrich Böll. 2007 erschien eine Neuübersetzung von Eike Schönfeld, der zuvor bereits Salingers einzigen (ebenfalls zunächst durch Bölls Hilfe übersetzten) Roman Der Fänger im Roggen neu übersetzt hatte.

## Erzähler
Zu Beginn des Abschnitts „Zooey“ gibt sich der Erzähler als Buddy Glass, der Bruder der beiden Hauptfiguren zu erkennen, kündigt aber an, von sich selbst in der Dritten Person zu berichten. Buddy Glass ist die Schriftstellerfigur, die in anderen Erzählungen auch über den verstorbenen Bruder Seymoure berichtet.

## Inhalt
Der erste Teil Franny füllt nur ein Fünftel des Buches, spielt im Umkreis eines Colleges der amerikanischen Ostküste – laut John Updike vermutlich Princeton – und handelt von einer Studienanfängerin, die sich mehr und mehr von der Egozentrik und Scheinheiligkeit ihrer Kommilitonen enttäuscht fühlt.

Der zweite, längere Teil ist nach Frannys fünf Jahre älterem Bruder Zooey benannt, einem emotional wesentlich abgeklärteren, kleinen Sprachgenie, das schon als Zwölfjähriger den Wortschatz eines Geisteswissenschaftlers besessen haben soll. Er wird von seiner Mutter Bessie gebeten, sich um Franny zu kümmern und herauszufinden, was es mit deren depressivem kleinen Nervenzusammenbruch auf sich hat.
Franny

Lane Coutell holt seine Freundin Franny am Bahnhof ab, um das Wochenende mit ihr zu verbringen. Er hat vor, gemeinsam ein besonderes Football-Match zu besuchen und anschließend auf eine Party zu gehen. Zunächst aber lädt er Franny in ein vornehmes Restaurant ein. Während sie auf die verschiedenen Gänge warten, erzählt er ihr von seinen Studienerfolgen und versucht sie damit zu beeindrucken, dass seine literaturwissenschaftliche Arbeit über Flaubert demnächst veröffentlicht werden soll. Franny jedoch reagiert nervös, isst kaum etwas, raucht zu viel und lässt es an der nötigen Begeisterung fehlen. Von Lane zur Rede gestellt, beginnt sie die gesamte College-Ausbildung in Frage zu stellen und Lanes Studienfreunde als oberflächlich zu kritisieren. Plötzlich wird ihr unwohl, kalter Schweiß steht ihr auf der Stirn und sie fürchtet ohnmächtig zu werden. Sie flieht zur Toilette, bekommt einen Weinanfall, fängt sich wieder und kehrt an Lanes Tisch zurück. Dem ist die ganze Sache rätselhaft und peinlich zugleich; vor allem aber sieht er seinen schönen gemeinsamen Wochenendplan ins Wasser fallen. Um Mitleid bemüht, fragt er Franny nach dem kleinen Buch mit dem Titel The Way of a Pilgrim, das sie mitgebracht hat. Begeistert erklärt sie ihm, dass es um einen russischen Wanderer geht, der unablässig das Jesusgebet spricht („Herr Jesus Christus, Sohn Gottes, erbarme dich meiner, eines Sünders“), und zwar so intensiv, selbstverständlich und endlos, bis es ihm ebenso unbewusst wie sein Atmen wird und er, gleichsam wie in Trance, Gott zu erkennen glaubt.
Als Lane das Verhalten des Pilgers als interessantes psychologisches Phänomen abtut und der immer noch völlig faszinierten Franny erklärt, dass er sie liebe, wird ihr erneut übel. Sie steht auf, bricht jedoch ohnmächtig zusammen und wacht erst fünf Minuten später im Büro des Geschäftsführers wieder auf. Die Geschichte endet damit, dass Franny das Jesusgedicht zu murmeln beginnt, während Lane, sehr besorgt um das mysteriöse Verhalten seiner Freundin, hinaus auf die Straße geht, um ein Taxi anzuhalten und Franny nach Hause zu bringen.
Zooey

Die Fortsetzung der Geschichte von Frannys Nervenzusammenbruch spielt zwei Tage später. Der 25-jährige Zooey Glass sitzt in der Badewanne, raucht und liest einen vier Jahre alten Brief seines großen Bruders und Vorbilds Buddy. Seine Mutter Bessie kommt dazu, setzt sich auf den Badewannenrand, beginnt ihm ausführlich über ihre Besorgnis wegen Frannys Depressionen zu erzählen und lässt sich auch durch Zooeys wiederholte Frotzeleien und rüde Aufforderungen, endlich zu verschwinden und ihn in Ruhe sein Bad nehmen zu lassen, nicht von ihrem Ziel abbringen: Sie will ihn davon überzeugen, dass Franny einen Psychiater aufsuchen müsse. Zooey ist strikt dagegen und will die Angelegenheit in die eigene Hand nehmen.
Als die kleine Schwester auf seine Fragen nach dem Sinn des Jesusgebets auch ihm gegenüber äußerst gereizt und abweisend reagiert, greift er zu einem Trick. Er zieht sich in das ehemalige Kinderzimmer seines großen Bruders zurück, greift zum Telefon und ruft Franny an. Da Buddys und Zooeys Stimmen am Telefon kaum zu unterscheiden sind, fällt es ihm leicht, sich als der (von Franny sehr verehrte) ältere Bruder Buddy auszugeben und ihr behutsam einige Ratschläge zu geben. Nachdem Franny das Spiel nach einer Weile durchschaut hat, legt sie nicht auf, sondern spricht weiter und öffnet sich ihm immer mehr. Als Zooey ihr schließlich von Seymour erzählt, ihrem ältesten Bruder, der von allen Mitgliedern der Familie Glass wie ein Heiliger verehrt und geliebt wird (und das nicht erst, seit er vor einigen Jahren auf seiner Hochzeitsreise Selbstmord beging), und ihr von dessen geheimnisvollem Rat für Lebenskünstler berichtet, löst sich Frannys Spannung dann völlig und sie kann zufrieden ins Bett kriechen und selig einschlafen.

## Rezeption
Das Buch war ein Verkaufserfolg. In der Kritik lässt sich eine gemischte Auffassung über die Qualität des Textes ausmachen. Der Journalist Charles Poore rühmte in seiner Buchrezension 1961 die Neuerscheinung als das beste Werk des Autors. Salingers Schriftstellerkollege John Updike erkannte eine Abwendung von der Außenwelt hin zur Innensicht der Figuren; die Komposition der Geschichte bemängelte er damals (1961). Zur Entwicklung des Autors, der in Zooey mehr die Rolle des Dozenten als des Schriftstellers einnehme, meinte er, dieser erweise sich doch darin als Künstler, wo er bereit sei, für seine Vorstellungen ein übermäßiges Risiko einzugehen. Der Twain-Biograph Maxwell Geismar ließ die zweite Erzählung nicht gelten und prägte mit seinem Verdikt „Zooey is an interminable, appallingly bad story“ spätere negative Urteile. Der Literaturwissenschaftler George Steiner nannte es „a piece of shapeless self-indulgence.“ Der Literaturwissenschaftler Ulrich Horstmann schloss sich dem an. In neuerer Zeit führte der Journalist Georg Diez gegen die negative Kritik an, dass „Franny und Zooey [...] sein unrundes Meisterwerk“ sei.
1995 orientierte sich Dariush Mehrjui für seinen Film Pari an dem Werk. Neben dieser losen Verfilmung drehte die Deutsche Film- und Fernsehakademie Berlin einen Kurzfilm.